# Veli Lehtelä
Veli Lehtelä   (Valkeakoski, 6 de setembre de 1935 - Valkeakoski, 3 de juny de 2020) fou un remer finlandès que va competir durant les dècades de 1950 i 1960. Era el pare del també remer Jorma Lehtelä.
El 1956 va prendre part en els Jocs Olímpics d'Estiu de Melbourne, on va disputar dues proves del programa de rem. Formant equip amb Kauko Hänninen, Reino Poutanen, Toimi Pitkänen i Matti Niemi guanyà la medalla de bronze en la prova de quatre amb timoner, mentre en la prova de quatre sense timoner quedà eliminat en sèries. Quatre anys més tard, als Jocs de Roma, guanyà la medalla de bronze en la prova de dos sense timoner. Formà equip amb Toimi Pitkanen. La seva tercera, i darrera, participació en uns Jocs fou el 1964, a Tòquio, on fou sisè en la prova de dos sense timoner.
En el seu palmarès també destaquen quatre medalles al Campionat d'Europa de rem, dues d'or i dues de plata, entre 1955 i 1961, així com 29 campionats finlandesos.
El 2009 va rebre el premi Pro Urheilu.